# Liste der Bodendenkmale in Leipzig
In der Liste der Bodendenkmale in Leipzig sind die Bodendenkmale der Stadt Leipzig und ihrer Ortsteile nach dem Stand der Auflistung von Klaus Kroitzsch und Harald Quietzsch aus dem Jahr 1984 aufgelistet. Eventuelle Änderungen und Ergänzungen, insbesondere aus der Zeit nach der Wende, sind nicht berücksichtigt, da für Sachsen aktuell keine neueren allgemein zugänglichen Bodendenkmallisten vorliegen. Die Baudenkmale sind in der Liste der Kulturdenkmale in Leipzig aufgeführt.
| Denkmal-ID | Fundart             | Stadtteil      | Bezeichnung                | Zeitstellung    | Lage | Bemerkungen | Bild |
| ---------- | ------------------- | -------------- | -------------------------- | --------------- | --- | --- | ---- |
| ?          | Befestigung > Burg  | Breitenfeld    | Wasserburg                 | Mittelalter     | Ortslage, Gesamtbereich des ehemaligen Guts                                                                    | rechteckiger Hof mit umlaufendem Graben, Graben größtenteils verfüllt, Schutz seit 28. Dezember 1974                                                                             |      |
| ?          | Grabmal > Grabhügel | Burghausen     | Gruppe von 5 Hügelgräbern  | Neolithikum     | westsüdwestlich des Orts, Südwestrand des Bienitz, Forstabteilung 349                                          | Gräber der Schnurkeramischen Kultur, Schutz seit 10. September 1934, erneuert 15. Januar 1959                                                                                    |      |
| ?          | Befestigung > Burg  | Connewitz      | Wallanlage „Schulberg“     | Slawenzeit      | Südrand des Ortskerns, Hochufer der Pleiße, Gelände von Krankenhaus und Gut                                    | überbaut und überformt, ursprüngliches Aussehen der Anlage unklar, Schutz seit 23. Februar 1937, erneuert 10. Juni 1958                                                          |      |
| ?          | Befestigung > Burg  | Dölitz         | Wasserburg                 | Mittelalter     | südwestlicher Ortsrand, Bereich des ehemaligen Guts, Pleißeniederung                                           | rechteckiger Graben, nur noch Rest an der Nordwestecke sowie östliche und südliche Umfassung erhalten, Schutz seit 1936, erneuert 10. Juni 1958                                  |      |
| ?          | Befestigung > Burg  | Hohenheida     | Wehranlage                 | Mittelalter     | im Ort, Bereich des Kirchhofs und umliegendes Gelände                                                          | ehemals kreisförmige Burg, durch Kirche und Kirchhof überbaut, Graben im 19. Jahrhundert noch vollständig erhalten, später im Süden trockengelegt, Schutz seit 28. November 1974 |      |
| ?          | besonderer Stein    | Holzhausen     | Steinkreuz                 | Spätmittelalter | südwestlicher Ortsteil, im Bahnhofspark, südlich der Straße nach Zuckelhausen                                  | beschädigt, Schutz seit 28. November 1974 |      |
| ?          | Befestigung > Burg  | Kleinzschocher | Wallanlage „Kirchberg“     | Slawenzeit?     | alter Ortskern, Geländesporn über der Elsterniederung, Bereich von Kirche und Pfarre                           | überbaut, Befestigungen oberirdisch nicht erhalten, Schutz seit 15. Juli 1937, erneuert 10. Juni 1958                                                                            |      |
| ?          | Befestigung > Burg  | Knauthain      | Wasserburg                 | Mittelalter     | östlicher Ortsrand, Schlossbereich, Elsterniederung                                                            | durch Schloss Knauthain überbaut, Graben nicht erhalten, Schutz seit 5. Juni 1936, erneuert 10. Juni 1958                                                                        |      |
| ?          | Befestigung > Burg  | Leutzsch       | Wasserburg „Wasserschloss“ | Mittelalter     | alter Ortskern, östlich der Kirche                                                                             | Burghügel in trockengelegter Stauanlage, Schutz seit 5. August 1960 |      |
| ?          | Befestigung > Burg  | Lößnig         | Wehranlage                 | Mittelalter     | Westrand des alten Ortskerns, westlicher Bereich des ehemaligen Guts, heute teilweise auf dem Kraftwerkgelände | Bühlinsel mir Rechteckgraben, durch Herrenhaus überbaut, nach Erweiterung des Kraftwerkgeländes oberirdisch eingeebnet, Schutz seit 10. Juni 1958                                |      |
| ?          | Befestigung > Burg  | Plaußig        | Wehranlage                 | Mittelalter     | südlicher Ortsrand, im Park, südwestlich des ehemaligen Herrenhauses                                           | Turmhügelburg, Hügel an der Westseite abgegraben, Graben oberflächlich nicht nachweisbar, Schutz seit 10. Juni 1958                                                              |      |
| ?          | Befestigung > Burg  | Stötteritz     | Wasserburg                 | Mittelalter     | Nordrand des alten Ortskerns, östlicher Gutsbereich                                                            | rechteckige Burginsel überbaut, Rechteckgraben im Norden und Osten erhalten und wasserführend, Schutz seit 25. Februar 1975                                                      |      |
| ?          | Befestigung > Burg  | Thekla         | Wehranlage                 | Mittelalter?    | südlicher Ortsrand, südliches Hofufer der Parthe, Bereich der Kirche und des Friedhofs                         | Steilböschungen im Norden und Westen, niedrige Außenböschung im Süden, Schutz seit 8. Dezember 1938, erneuert 10. Juni 1958 und 25. Februar 1975                                 |      |
| ?          | Befestigung > Burg  | Wahren         | Wehranlage „Kirchberg“     | Mittelalter?    | alter Ortskern, Hochufer der Elster, Bereich des Kirchbergs                                                    | überbaut, Schutz seit 26. Juni 1936, erweitert 30. November 1936, erneuert 10. Juni 1958                                                                                         |      |

## Ehemalige Bodendenkmale
| Denkmal-ID | Fundart            | Ortsteil  | Bezeichnung | Zeitstellung | Lage                              | Bemerkungen | Bild |
| ---------- | ------------------ | --------- | ----------- | ------------ | --------------------------------- | --- | ---- |
| ?          | Befestigung > Burg | Gut Lauer | Wasserburg  | Mittelalter  | Gutsbereich, heute Cospudener See | der quadratische Gutskomplex war im Osten und Süden von einem wasserführenden Graben umgeben, Schutz seit 5. Juni 1936, erneuert 10. Juni 1958, 1987 für die Erweiterung des Tagebaus Cospuden abgetragen |      |